# Siboglinum leucopleurum
Siboglinum leucopleurum är en ringmaskart som beskrevs av Flügel och Callsen-Cencic 1993. Siboglinum leucopleurum ingår i släktet Siboglinum och familjen skäggmaskar. Inga underarter finns listade i Catalogue of Life.